# Hermann Henschel
Hermann Henschel (* 12. Dezember 1843 in Luckenwalde; † 12. Oktober 1918 in Lichterfelde) war ein deutscher Erfinder.

## Leben
Henschel war von Beruf Buchbindermeister und gründete im Jahr 1867 in Luckenwalde eine Buchbinderei. Neben seinem ursprünglichen Beruf betrieb er auch ein Bijouteriewarengeschäft.
Henschel entwickelte verschiedene Lebensmittelverpackungen. Sein größter Erfolg war jedoch die auf das Jahr 1867 datierte erstmalige Herstellung von Papptellern. Außerdem wird ihm die Erfindung des Pikierblumentopfs aus Pappe zugeschrieben. Für die Gründung seiner Papptellerfabrik in Luckenwalde erhielt er von seinem Vater ein Darlehen von 200 Talern.
Die von Henschel gegründete Fabrik existiert noch heute unter dem Namen Luckenwalder Tüten- und Papptellerfabrik GmbH in Luckenwalde. Seit 1998 gehört diese zur Wuppertaler Firma Dr. Rösler & Weiss KG.
Verschiedene Dokumente des bis dato fast vergessenen Lebens von Hermann Henschel wurden vor einigen Jahren von seiner Urenkelin dem Luckenwalder Heimatmuseum übergeben.